# Ange Flégier
Ange Flégier (Marseille, 25 februari 1846 – Martigues, 8 oktober 1927) was een Frans componist, bekend als de auteur van een melodie op een gedicht van Alfred de Vigny, die onder meer door Fjodor Sjaljapin werd opgenomen.
Flégier is ook de componist van andere werken. Hij schreef meer dan 300 nummers, waaronder muziek voor piano (onder andere een concert voor piano en orkest uit 1900), diverse melodieën zoals de opéra-comique Fatma (1875), gemaakt voor het Grand Théâtre van Marseille, het oratorium Ossian (Marseille, 1885), naar de gelijknamige gedichtencyclus van James Macpherson, en vooral van kamermuziek, in het bijzonder meerdere werken voor houtblazers in ongebruikelijke formaties: trio voor hobo, klarinet en fagot (1896); een kwartet voor twee hobo's en twee fagotten en een dubbel kwintet voor fluit, hobo, klarinet, fagot, hoorn en strijkkwintet, geschreven in 1898. Volgens de Larousse uit die tijd bedacht hij voor die gelegenheid ook de term dixtuor.
Van zijn madrigaal bestaat een opname op 78 toeren waarop de beiaardier Jef Denyn het stuk speelt op de Pieter Hemony-beiaard in de toren] van de Sint-Romboutskathedraal te Mechelen.
- Biblioteca Nacional de España: XX5099344
- Bibliothèque nationale de France: cb139948365 (data)
- CiNii: DA12235373
- Gemeinsame Normdatei: 11659909X
- International Standard Name Identifier: 0000 0001 2129 9257
- Library of Congress Control Number: no93013771
- Base Léonore: 19800035/147/18739
- MusicBrainz: 263f6aeb-e6a6-4158-bc28-83630cd1431a
- Nationale Bibliotheek van Tsjechië: xx0078404
- Nationale Bibliotheek van Israël: 987007287596105171
- Nationale Bibliotheek van Polen: a0000003186785
- Nederlandse Thesaurus van Auteursnamen: 315597801
- Virtual International Authority File: 42035675
- WorldCat: E39PBJtRJYWpHmYkvDmfkwQKBP